# Scottish Third Division 2008/09
Die Scottish Football League Third Division wurde 2008/09 zum insgesamt 15. Mal unter diesem Namen ausgetragen. Es war zudem die fünfzehnte Austragung der Third Division als nur noch vierthöchste schottische Liga. In der vierthöchsten Fußball-Spielklasse der Herren in Schottland traten in der Saison 2008/2009 10 Vereine in insgesamt 36 Spieltagen gegeneinander an. Jedes Team spielte jeweils viermal gegen jedes andere. Bei Punktgleichheit zählte die Tordifferenz, vor dem direkten Vergleich.
Die Meisterschaft gewann der FC Dumbarton, der sich damit den Aufstieg und die Teilnahme an der Second Division-Saison 2009/10 sicherte. An den Aufstieg-Play-offs nahmen der FC Cowdenbeath, FC East Stirlingshire und FC Stenhousemuir teil. In der Relegation setzte sich Cowdenbeath gegen Stenhousemuir durch. Durch den Zwangsabstieg des FC Livingston, von der First Division in die nachfolgende Third Division stiegen jedoch beide Clubs auf. Durch das erlöschen des FC Gretna am 8. August 2008, übernahm Annan Athletic aus der East of Scotland Football League den frei gewordenen Platz in der Scottish Football League. Der Verein setzte sich in der Wahl der Vereinsvertreter der SFL gegen die Vereine; Cove Rangers, Edinburgh City, Preston Athletic und FC Spartans durch. Torschützenkönig mit 15 Treffern wurden Mike Jack von Annan Athletic und Brian Graham vom FC East Stirlingshire.

## Statistiken

### Abschlusstabelle
| Pl. | Verein                | Sp. | S  | U  | N  | Tore    | Diff. | Punkte |
| --- | --------------------- | --- | -- | -- | -- | ------- | ----- | ------ |
| 1.  | FC Dumbarton          | 36  | 19 | 10 | 7  | 065:360 | +29   | 67     |
| 2.  | FC Cowdenbeath (A)    | 36  | 18 | 9  | 9  | 048:340 | +14   | 63     |
| 3.  | FC East Stirlingshire | 36  | 19 | 4  | 13 | 057:500 | +7    | 61     |
| 4.  | FC Stenhousemuir      | 36  | 16 | 8  | 12 | 055:460 | +9    | 56     |
| 5.  | FC Montrose           | 36  | 16 | 6  | 14 | 047:480 | −1    | 54     |
| 6.  | Forfar Athletic       | 36  | 14 | 9  | 13 | 053:510 | +2    | 51     |
| 7.  | Annan Athletic (N)    | 36  | 14 | 8  | 14 | 051:680 | −17   | 50     |
| 8.  | Albion Rovers         | 36  | 11 | 6  | 19 | 039:470 | −8    | 39     |
| 9.  | Berwick Rangers (A)   | 36  | 10 | 7  | 19 | 046:610 | −15   | 37     |
| 10. | Elgin City            | 36  | 7  | 5  | 24 | 031:790 | −48   | 26     |

Platzierungskriterien: 1. Punkte – 2. Tordifferenz – 3. geschossene Tore – 4. Direkter Vergleich (Punkte, Tordifferenz, geschossene Tore)
| Saison 2008/09 |

| Zum Saisonende 2007/08 |                                                     |
| (A)                    | Absteiger aus der Second Division                   |
| (N)                    | Aufsteiger aus der East of Scotland Football League |